# Dermatologia legale
La dermatologia legale è un nuovo ambito di studio interdisciplinare delle scienze dermatologiche ed affini che si occupa in modo sistematico delle problematiche medico-legali, giuridiche ed etico-socio-sanitarie della dermatologia medica, chirurgica, estetica e delle malattie sessualmente trasmissibili.
La tematica principale di cui si occupa la dermatologia legale è il danno estetico. I primi lavori italiani, le prime pubblicazioni in campo nazionale e le prime sessioni articolate e continuative congressuali in tema in Italia sono state realizzate dal GIDEL (Gruppo Italiano Dermatologia Legale) nell'ambito dell'AIDA (Associazione Italiana Dermatologi Ambulatoriali).